# Бигелоу, Полтни
Полтни Бигелоу (англ. Poultney Bigelow; 10 сентября 1855 — 28 мая 1954) — американский журналист и литератор.
Бигелоу родился в г. Нью-Йорке. Был четвертым из восьми детей в семье Джона Бигелоу, совладельца New York Evening Post, и его жены Джейн Тунис Поултни.
В 1861 году, в начале Гражданской войны, когда Бигелоу было шесть лет, его отец был назначен консулом США в Париже, а затем (1865) посланником во Франции, а Поултни был отправлен в Потсдамскую подготовительную школу. Находясь там, он подружился с принцем Вильгельмом и с его младшим братом, принцем Генри, играя с ними в ковбоев и индейцев на школьном дворе. Его дружба и переписка с кайзером продолжались на протяжении всей их жизни, хотя их отношения стали несколько более сдержанными непосредственно перед Первой мировой войной из-за некоторых точек зрения, высказанных в статьях Бигелоу. Некоторое время Бигелоу был поклонником как Адольфа Гитлера и Бенито Муссолини — это восхищение закончилось, когда диктаторы продемонстрировали свое истинное лицо.
В 1873 году Бигелоу поступил в Йельский колледж. По состоянию здоровья он воспользовался двухлетним академическим отпуском и отправился путешествовать в Азию, попав у берегов Японии в кораблекрушение. Он вернулся в Йельский университет и окончил его в 1879 году. Бигелоу получил юридическое образование в Колумбийской юридической школе и некоторое время практиковал как адвокат.
Его основным занятием с 1880-х годов до его ухода от дел в 1906 году были литература и журналистика.

## Путешествия
Бигелоу много путешествовал и подробно описывал свои впечатления от разных стран. Он был лондонским корреспондентом нескольких американских публикаций и корреспондентом лондонской The Times на Кубе во время испано-американской войны. Бигелоу вел обширную переписку со многими известными деятелями своего времени, в том числе с Роджером Кейсментом, Генри Джорджем, Марком Твеном, Джеральдиной Фаррар, Перси Грейнджером, Фредериком Ремингтоном, кайзером Вильгельмом II, Исраэлем Зангвиллом и др.

### Бигелоу и Россия
В 1891 году, под влиянием незадолго до этого опубликованной иллюстрированной книги Джорджа Кеннана посетил Российскую империю вместе с художником Фредериком Ремингтоном, заключив предварительно договор с ежемесячником Harper's о подготовке серии статей с иллюстрациями последнего. По договору Бигелоу полагалось 750 долларов за каждую статью, а Ремингтону – по 250 долларов за каждую иллюстрацию. Столкнувшись со сложностями в получении таможенного разрешения на перевозку своих лодок-каноэ через польско-российскую границу, Бигелоу и Ремингтон вскоре были вынуждены выехать в Ковно, а затем в Германию, так и не осуществив поездку по России согласно плану.
Однако Бигелоу опубликовал книгу путевых записей про свою поездку, The Borderland of Czar and Kaiser: Notes from Both Sides of the Russian Frontier (1895).
В период русско-японской войны Бигелоу занимал активную антироссийскую и антиимперскую позицию.
Всего Бигелоу написал одиннадцать книг, в числе которых двухтомная автобиография и несколько книг по истории и колониальному правлению.
В 1885 году он основал первый американский журнал, посвященный любительскому спорту, Outing.
Бигелоу был дважды женат. Его первой женой, от с которой у него было три дочери, была светская дама из Нью-Йорка Эдит Эвелин Джоффри (Джаффрей). Они сочетались браком 16 апреля 1884 года и развелись в 1902 году. Его вторая жена, Лилиан Притчард, работала в библиотеке, основанной Джоном Бигелоу в г. Молдене. Она скончалась 1 декабря 1932 года.
Он удалился от дел в дом своей семьи в Молден-на-Гудзоне.
В 1930 году, в возрасте 74 лет, Бигелоу отметил, что «такая долгая жизнь — ад», но все же совершал ежегодные визиты к кайзеру в Дорн.
14 января 1954 года он прибыл в санаторий Дейл, где и скончался в возрасте 98 лет. На тот момент он был самым старшим выпускником Йельского университета и старейшим членом лондонского клуба Атенеум.